# Kloster Bensheim
Das Kloster Bensheim in Bensheim an der Bergstraße wurde 1628 von den Kapuzinern gegründet und bestand mit Unterbrechungen bis 1982. Seit 1985 wird es von Franziskanern der Oberschlesischen Franziskanerprovinz weitergeführt.

## Geschichte
Im Zuge der Rekatholisierung während des Dreißigjährigen Kriegs wurde 1628 in Bensheim ein Kapuzinerkloster gegründet. Am 25. Februar 1630 erhielt der Kapuzinerorden von Anselm Kasimir von Wambolt, Kurfürst-Erzbischof von Mainz, die Erlaubnis zum Bau eines Klosters. Durch heranrückende Schweden wurden diese aber bereits 1631 vertrieben und flüchteten nach Heppenheim. Dort wirkten sie von 1642 bis 1649 als Kapläne, zeitweise auch als Pfarrer. Im Jahr 1649 kehrten die Kapuziner nach Bensheim zurück, wo sie 1651 ein Grundstück vor dem Auerbacher Tor erwarben. Nach 1651 wurde das Gelände an die Stelle des abgebrannten Rodensteiner Hofes nahe der Stadtpfarrkirche verlegt. Hier wurde am 1. April 1653 der Grundstein zum Bau der Klosterkirche gelegt, und im Jahr 1655 war der Bau des Klosters abgeschlossen.
Das Kloster im Zentrum der Stadt wurde 1802 im Zuge der Säkularisation aufgehoben und fiel an das Großherzogtum Hessen-Darmstadt. Der letzte Guardian, Pater Aegidius, starb 1826. In den Jahren 1821 bis 1911 diente die Anlage als katholisches Lehrerseminar für Hessen-Darmstadt. Während dieser Zeit wurde die aus Kirche und Wohngebäude bestehende Anlage erheblich umgebaut und erweitert.
Im Jahr 1919 kaufte der Kapuzinerorden sein altes Kloster, das sich inzwischen im Besitz der Stadt Bensheim befand, zurück, um eine Kloster- und Missionsschule für den Ordensnachwuchs einzurichten, das Fidelis-Kolleg. Der Nutzungswechsel vollzog sich nur langsam und war erst 1926 abgeschlossen. Trotzdem wurde bereits am 29. April 1920 die Klosterschule unter Leitung von Pater Alfons eröffnet. In den Jahren 1926/27 erfolgte ein Umbau der Anlage für die Nutzung als Klosterschule.
Die Nationalsozialisten betrieben die Auflösung des Kollegs, und in den Kriegsjahren 1939 bis 1945 wurde das Kloster beschlagnahmt und diente als Truppendepot. Kurz vor Ende des Zweiten Weltkriegs wurden die Klosterkirche und die angrenzenden Gebäude durch Fliegerbomben zerstört. Die Patres betrieben innerhalb kurzer Zeit den Wiederaufbau, und bereits 1947 konnten wieder Gottesdienste in der neu errichteten Kirche gehalten werden, die in der Stadt bis heute Kapuzinerkirche genannt wird.
Im Jahr 1985 gab der Kapuzinerorden den Bensheimer Standort auf. Seit 1985 wird das Kloster von polnischen Ordensbrüdern der Deutschen Region der Oberschlesischen Franziskanerprovinz (Assumptionis B.V.M. Provincia „Provinz von der Aufnahme der seligen Jungfrau Maria“, Sitz in Kattowitz) weitergeführt. Die Franziskaner wählten für ihre Niederlassungen in Bensheim, Berchtesgaden und Freystadt die Rechtsform eines gemeinnützigen Vereins, „Franziskaner der Aufnahme Mariens in den Himmel e. V.“ im Anklang an den Namen der Ordensprovinz.

## Gebäude
»Die wiederaufgebauten Teile des Klosters orientieren sich in ihrer Kubatur im Wesentlichen an den Vorgängerbauten: Die giebelständige Kirche ist ein schlichter Putzbau mit Satteldach, die Giebelwand ist durch ein Rundfenster akzentuiert. Im Innern ein Saal mit flacher Holzdecke, der von hohen Rundbogenfenstern in der Südwand belichtet wird. Diese öffnet sich mit niedrigen Korbbögen auf breiten Pfeilern zu einem Seitenschiff, der Chor liegt eingezogen hinter einer hohen Korbbogenöffnung. Über dem Eingang eine Orgelempore. Die Architektur zeigt sich hier von der traditionell-konservativen Bauweise der dreißiger Jahre bestimmt. Entsprechendes gilt von den Wohn- und Kollegbauten, die -zweigeschossig über Sockeln errichtet - Walmdächer tragen und schlichte quadratische oder stehende Lochfenster aufweisen. Die verputzten Kernbauten umschließen einen in rotem Sandstein gemauerten Kreuzgang mit paarig gestalteten, stichbogigen Fenster- und Türöffnungen, die in der Mitte von polygonalen Säulen gestützt werden. Die Eingangstür am Südbau ist korbbogig geschlossen mit einem Schlussstein, daneben ein großer Holzkruzifixus von 1760, das ursprünglich an der Giebelwand der Vorgängerkirche hing.«
Vor der Kirche liegt ein erhöhter Vorplatz mit Treppenanlagen, östlich der Kirche ein in gelbem Sandstein errichteter Glockenturm mit Satteldach und Kreuz.
Der Turm wurde in den 1960er Jahren errichtet, wird von flachen Strebepfeilern abgestützt und zeigt im oberen Bereich große Schallöffnungen. Der nördlich an das Kloster anschließende zweigeschossige Gebäudeflügel mit Satteldach stammt aus der zweiten Hälfte des 19. Jahrhunderts. Seine Fenster sind zwei- und dreifach gekoppelt und haben rote Sandsteingewände. Zwischen den zur Klostergasse vorstoßenden Gebäudeflügeln befindet sich ein kleiner Garten mit schönem Eisenzaun.
Wegen der Kriegszerstörungen sind im Kloster nur noch wenige interessante Baudetails erhalten, so ein großer, mit einer Ohrmuschel-Kartusche geschmückter Wappenstein des Mainzer Domdekans Johann von Heppenheim genannt vom Saal (1653) und ein weiterer mit einem Steinmetzzeichen versehener Wappenstein, dessen Inschrift auf Georg Friedrich zu Rodenstein (1655) verweist. Im Chor der Kirche steht noch das Hochkreuz von 1652, das nach einem Vorbild des 14. Jahrhunderts geschaffen wurde. Zwei ehemals im Kloster befindliche Barockskulpturen, eine Muttergottes von Martin Biterich (erstes Viertel 18. Jahrhundert) und eine weitere Muttergottes (Mainz, zweites Drittel 18. Jahrhundert), wurden beim Auszug von den Kapuzinern mitgenommen, sie befinden sich heute im Kapuzinerkloster Münster bzw. Oberhausen-Sterkrade. Das Gemälde einer Kreuzigung aus der ersten Hälfte des 16. Jahrhunderts und ein Bild mit der Darstellung des heiligen Fidelis von Sigmaringen aus dem 18. Jahrhundert befinden sich heute im Kapuzinerkloster Koblenz. Ein Leinwandbild von Filippo Molini mit der Darstellung des heiligen Bonaventura und des heiligen Franziskus (um 1657) befindet sich heute ebenfalls in einem anderen Kapuzinerkloster.